# روتشیلد اند کو
روتشیلد اند کو (انگلیسی: Rothschild & Co) شرکت سرمایه‌گذاری فرانسوی و چندملیتی است، که در سال ۱۸۱۰ توسط ناتان مایر روتشیلد تأسیس شد. مالکیت این شرکت در اختیار گروه بانکی روتشیلد است، که توسط شعبه‌های فرانسوی و بریتانیایی خانواده روتشیلد کنترل می‌شود.
تجارت بانکی این شرکت حوزه‌های بانکداری سرمایه‌گذاری، بازسازی، بانکداری شرکتی، سهام اختصاصی، مدیریت دارایی و بانکداری خصوصی را پوشش می‌دهد. این شرکت همچنین در زمینه ارائه وام و خدمات مشاوره به دولت‌ها و شرکت‌های بزرگ فعالیت می‌کند.